# Jaromír Matušek
Jaromír Matušek (14. září 1917 Ostrava – 26. září 1974 Praha) byl český a československý politik Komunistické strany Československa, poslanec Sněmovny lidu Federálního shromáždění a ministr vlády ČSSR za normalizace.

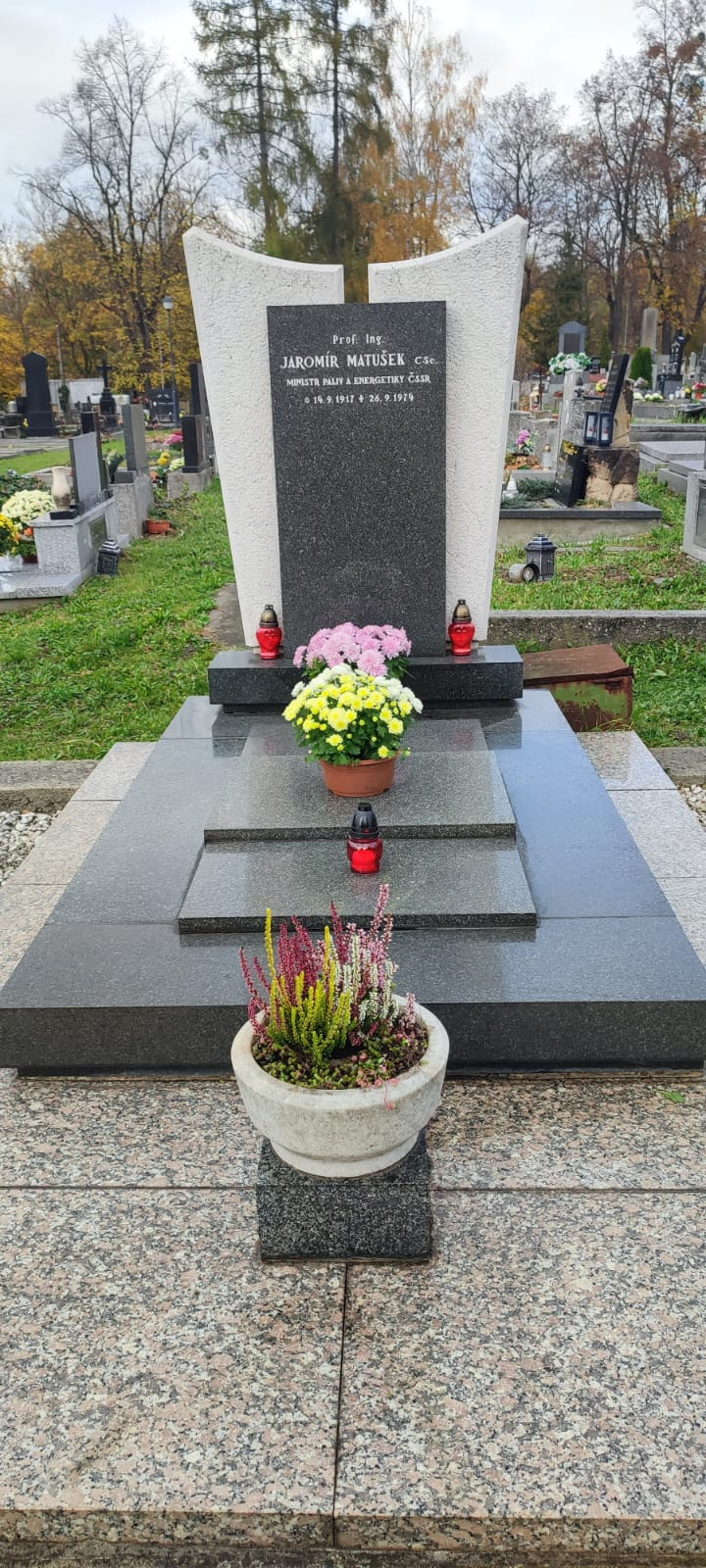
Hrob Jaromíra Matuška, Ústřední hřbitov Slezská Ostrava

## Biografie
Působil jako technický a hornický odborník, správní úředník a pedagog. Pocházel z hornické rodiny, vystudoval Vysokou školu báňskou a působil v hornictví. Za druhé světové války byl aktivní v odboji. V letech 1939–1940 vězněn v koncentračním táboře. Již jako student se angažoval v levicových organizacích, později vstoupil do KSČ. Byl mu udělen Řád práce a Řád republiky, byl laureátem státní ceny Klementa Gottwalda a držitelem titulu Hrdina socialistické práce. V letech 1970–1974 zastával v první vládě Lubomíra Štrougala a druhé vládě Lubomíra Štrougala post ministra paliv a energetiky.
Ve volbách roku 1971 zasedl do Sněmovny lidu (volební obvod č. 131 – Ostrava-západ, Severomoravský kraj). Ve Federálním shromáždění setrval do své smrti roku 1974.
V Ostravě je po něm pojmenována ulice v sídlišti na Dubině.